# Mária Durcová-Heřmanová
Mária Durcová-Heřmanová, rozená Mária Durcová (8. července 1927 – ???), byla slovenská a československá politička Komunistické strany Slovenska a poúnorová poslankyně Národního shromáždění ČSSR.

## Biografie
Ve volbách roku 1960 byla zvolena za KSS do Národního shromáždění ČSSR za Západoslovenský kraj. V parlamentu setrvala až do konce funkčního období, tedy do voleb roku 1964.
V letech 1968–1971 se Mária Durcová (též jako Mária Ďurcová) uvádí jako členka Ústředního výboru Komunistické strany Slovenska či účastnice plenárních zasedání ÚV KSS.